# Ángel Omarini
Ángel Omarini, vollständiger Name Ángel Arnoldo Omarini, (* 20. Jahrhundert in Argentinien) ist ein ehemaliger argentinischer Fußballspieler und Trainer.

## Spielerkarriere

### Verein
Offensivakteur Omarini, der auf der Position des Mittelstürmers eingesetzt wurde, stand zu Beginn seiner Karriere von 1944 bis 1945 in Reihen des Club Unión Agrarios Cerrito. Von 1946 bis 1948 spielte er für Ministerio de Paraná. Er gehörte von 1949 bis 1951 dem Kader von CA Independiente aus Avellaneda in der Primera División an. Von 1952 bis 1954 war er für Ferro Carril Oeste aktiv. In den Jahren 1955 bis 1957 stand er bei den Rampla Juniors in Uruguay unter Vertrag. 1956 nahm er mit dem Klub an einer internationalen Tournee teil, bei der man innerhalb von 71 Tagen 24 Partien in Brasilien, Europa und Asien absolvierte. Bei den Begegnungen erzielten die Rampla Juniors insgesamt 39 Tore. Omarini war dabei hinter Domingo Pérez (zwölf Tore) und mit elf Treffern zweiterfolgreichster Torschütze seines Teams. 1958 schloss er sich dem Club Atlético Peñarol an mit denen er in jener Spielzeit die Uruguayische Meisterschaft gewann.

### Erfolge
- Uruguayischer Meister: 1958

## Trainertätigkeit
1978 trainierte er Patronato de Paraná.